# Adria Ferries
Adria Ferries ist eine italienische Reederei mit Sitz in Ancona. Die Reederei betreibt seit der Gründung im Jahr 2004 von Italien aus Routen nach Albanien und seit 2024 auch nach Montenegro.

## Geschichte
Adria Ferries wurde 2004 unter Leitung von Adriatica di Navigazione gegründet, um die Route Ancona–Durrës zu betreiben. Im selben Jahr wurde die Egitto Express gekauft und in Riviera del Conero umbenannt. Nachdem die Riviera del Conero aufgrund technischer Probleme ausgefallen war, wurde im Sommer 2005 die Venezia als Ersatz gechartert. Wenig später wurde das Schiff Daedalus von Minoan Lines gekauft und in Riviera Adriatica umbenannt. 2006 wurde die Riviera del Conero an Algérie Ferries verchartert.
2008 wurde die Route Bari–Durrës eröffnet.
2010 führte Adria Ferries ein Codesharing für die Route Bari–Durrës ein, um tägliche Abfahrten zu ermöglichen, zunächst mit Tirrenia, später mit GNV.
Im Juni 2011 kaufte die Reederei die Domiziana von Tirrenia, die später in AF Francesca umbenannt wurde. 2013 wurde ebenfalls von Tirrenia die Toscana gekauft mit dem Ziel, die neue Route Triest–Durrës einzuführen. Die in AF Marina umbenannte Fähre wurde allerdings meist auf der Verbindung Ancona–Durrës eingesetzt mit gelegentlichen Weiterfahrten nach Triest.
2019 kaufte das Unternehmen die AF Michela und später im Jahr die AF Claudia. 2023 kaufte Adria Ferries die AF Mia von Grimaldi Lines.
Mit der neuen Route Ancona–Bar bedient die Reederei seit 2024 auch eine Verbindung nach Montenegro.

## Routen
2025 werden zwei Routen nach Albanien und eine nach Montenegro betrieben.
| Route           | Schiff(e)    | Fahrzeit | Anmerkung            |
| --------------- | ------------ | -------- | -------------------- |
| Ancona – Bar    |              | 13h      |                      |
| Ancona – Durrës | AF Marina    | 16h      |                      |
| Bari – Durrës   | AF Francesca | 10h      | Code Sharing mit GNV |

Ehemalige Routen
- Triest-Durrës
- Brindisi-Vlora
- Brindisi-Saranda

## Flotte
Die Flotte umfasst 2025 vier Schiffe:
| Schiff       | Bild                             | Länge    | Breite  | Passagiere | Kabinen | Pkw | Spurmeter | Geschwindigkeit | Bauwerft                  | Anmerkung                       |
| ------------ | -------------------------------- | -------- | ------- | ---------- | ------- | --- | --------- | --------------- | ------------------------- | ------------------------------- |
| AF Mia       | 2018 als Cruise Smeralda         | 200,65 m | 25,80 m | 1528       | 197     |     | 1950 m    | 26 kn           | Fosen Yard                |                                 |
| AF Claudia   | 2010 als Transbordador in Mexiko | 186,49 m | 25,60 m | 0950       | 076     |     | 2044 m    | 24 kn           | Cantiere Navale Visentini | An die Attica Group verchartert |
| AF Marina    | AF Marina in Ancona              | 166,20 m | 22,00 m | 0600       | 119     | 300 | 1600 m    | 20 kn           | Cantiere Navale Visentini |                                 |
| AF Francesca | AF Francesca in Durrës           | 147,99 m | 23,04 m | 2000       | 296     | 470 | 750 m     | 22 kn           |                           |                                 |

Ehemalige Schiffe
- Riviera del Conero (2004–2012) resp. AF Michela (2012–2015; IMO 7325095), bis 2024 als Lampedusa zwischen Sizilien und den Pelagischen Inseln im Einsatz, seit 2024 als Seabridge
- Venezia (2005; IMO 7521663), gechartert von Agemar, 2010 verschrottet[14]
- Riviera Adriatica (2005)
- AF Michela (2017–2019; IMO 9243447), heute als Kerry in Irland